# 九環海龍
九環海龍（学名：Enneacampus ansorgii），为輻鰭魚綱棘背魚目海龍魚科的其中一種，分布於非洲甘比亞河至安哥拉Cuanza河流域，體長可達13.8公分，成魚棲息在河岸邊或小溪，卵胎生。

## 外部連結
- 九環海龍的圖片